# Togg
Togg je turska automobilska tvrtka koja je osnovana kroz zajedničko ulaganje 2018. godine.
Tvrtke i organizacije koje su odlučile surađivati na proizvodnji domaćih automobila u Turskoj najavio je predsjednik Recep Tayyip Erdoğan u studenom 2017. U tu svrhu, turskog proizvođača Togg Car pokrenule su 25. lipnja 2018. Anadolu Group (19 %), BMC (19 %), Kök Group (19 %), Turkcell (19 %), Zorlu Holding (19 %) i TOBB (5 %). Od tada je osnovan turski Automobile Joint Venture Group Inc.
Tvrtka je najavila da će njen prvi automobil biti spreman za masovnu proizvodnju do kraja 2022. godine.

## Vanjske poveznice
- Službena web-stranica tvrtke